# 森山季定
森山 季定（もりやま すえさだ）は、戦国時代の武将。下国（檜山）安東氏の家臣。陸奥国森山館主。

## 略歴
森山氏は安東氏の庶流。
陸奥津軽深浦郷森山館主であった季定は、天文15年（1546年）、安東尋季に謀叛を起こし森山館に籠城するが、攻め寄せた尋季と、増援に来た蝦夷の被官蠣崎季広に館を包囲され落城、季定は自害した。
出羽国河北郡深浦森山の館主の飛騨弾守季定が1546年（天文15年）春に安東氏に背いて討たれたという記録が、松前藩の歴史書『新羅之記録』にある。
飛騨季定（ひだすえたか）が謀反を起こすと、これに檜山城より安東尋季親子が押し寄せて来た。蠣崎季広は搦手の大将として参加する、急の飛脚が告げられてきた。季広は人数をそろえ、船に乗り連ね小泊に渡り、3月5日には森山に到着した。同15日、館の内より水桶を担いで出入りする者を見て、遥かに館の麓からこれを射つと、矢は当たり後ろから胸板を射通した。森山の館は程なくして落城した。生け捕られた者どもから「館内には水が無く、敵方に悟られない様にと水を汲む真似をしていたところ、射殺された
」と聞いた。敵方の落城はこれが原因であったという。季広の朝臣の矢一つによって、飛騨季定を自害に追い込んだのである。この弓は細い竹を組み合わせた細箔という。